# Ратає (Мазовецьке воєводство)
Ратає (пол. Rataje) — село в Польщі, у гміні Ольшево-Борки Остроленцького повіту Мазовецького воєводства.
Населення — 133 особи (2011).
У 1975-1998 роках село належало до Остроленцького воєводства.

## Демографія
Демографічна структура станом на 31 березня 2011 року:
|          | Загалом | Допрацездатний вік | Працездатний вік | Постпрацездатний вік |
| -------- | ------- | ------------------ | ---------------- | -------------------- |
| Чоловіки | 69      | 16                 | 44               | 9                    |
| Жінки    | 64      | 17                 | 29               | 18                   |
| Разом    | 133     | 33                 | 73               | 27                   |